# 上海ディズニーリゾート
上海ディズニーリゾート（簡体字中国語: 上海迪士尼乐园、英語: Shanghai Disney Resort、略称：SHDR）は、中華人民共和国・上海市浦東新区にあるリゾート施設群。上海ディズニーランド等の施設を含み、世界で三番目に大きなディズニーリゾート施設群である。
中華人民共和国全体については二番目のディズニーリゾートであるが、中国大陸としては初のディズニーリゾート。

## 概要

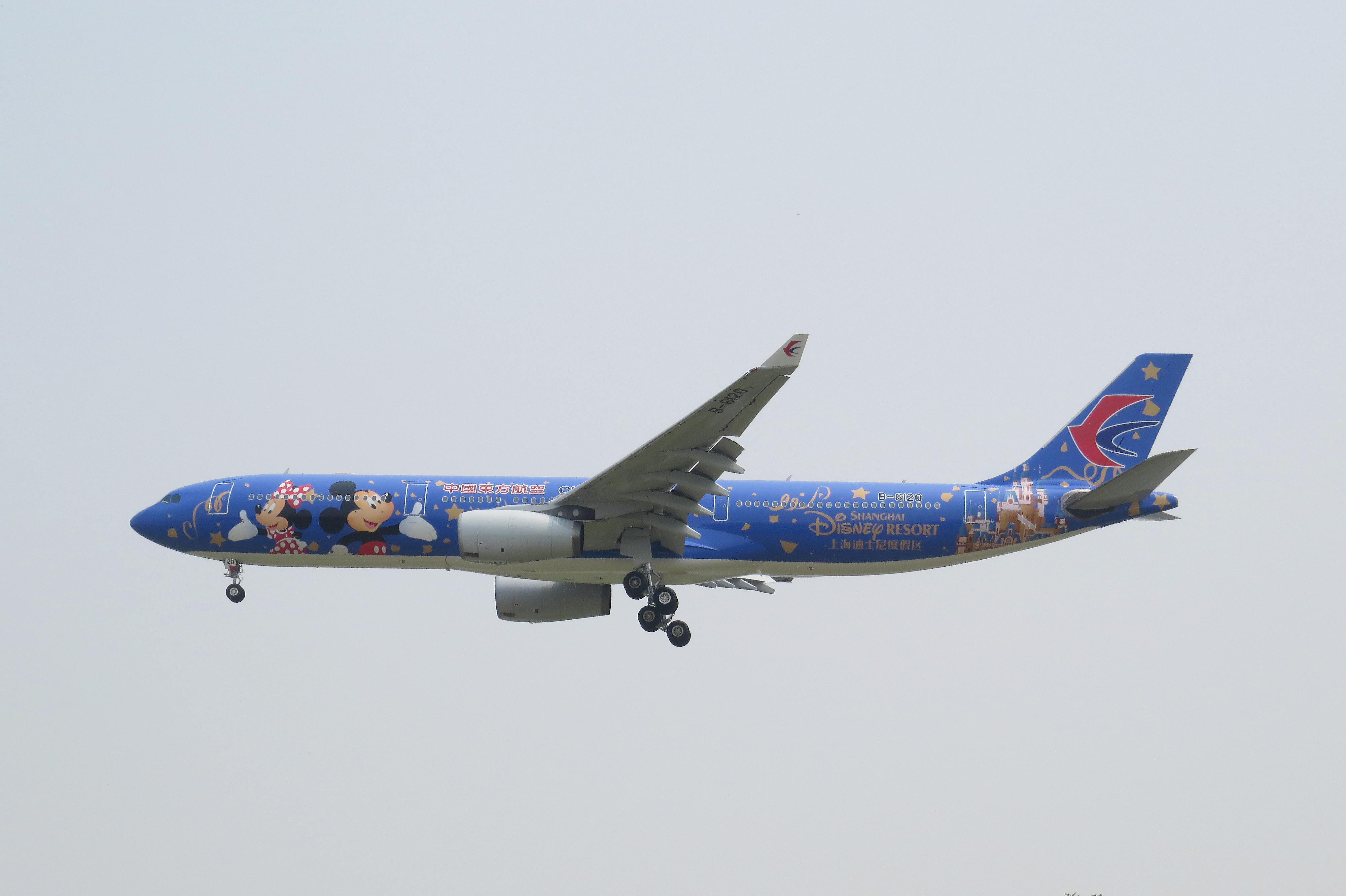
上海ディズニーリゾートのラッピングがされたエアバスA330

中国本土で初のディズニーリゾートである。世界では6番目のディズニーリゾートで、同じ中国の香港ディズニーランド・リゾートのオープンの11年後である、2016年6月16日にオープンした。リゾートの総面積は410ヘクタールで、これはアメリカのウォルト・ディズニー・ワールド・リゾートとフランスのディズニーランド・パリに次ぐ三番目に大きなディズニーリゾートである。所有者はウォルト・ディズニー・カンパニー（以下、ディズニー）と「上海申迪（集団）有限公司」。
上海申迪（集団）有限公司という会社の名前は、申（上海の略称）・迪（発音は「ディ」、迪士尼の略称、「迪士尼」はディズニーの中国語）・集団（グループの意味）・有限公司（株式会社の中国語）を組み合わせた中国語の造語である。上海申迪（集団）有限公司は、上海ディズニーランド及びリゾート全体を運営するために、上海市政府が創設した会社である。上海市政府がこの会社の57%、ディズニーが43%の株を持つ。
上海ディズニーランドが2016年開園から2017年6月まで来場者数は1,100万人となり、目標より1割上回った。

## リゾート内構成
上海ディズニーリゾートは1つのディズニーパーク、2つのディズニーホテル、商業施設から構成される。

### ディズニーパーク
- 上海ディズニーランド (Shanghai Disneyland Park)

### ディズニーホテル
- 上海ディズニーランドホテル (Shanghai Disneyland Hotel)
- トイ・ストーリーホテル (Toy Story Hotel)

### 商業施設
- ディズニータウン (Disneytown)

## 歴史
- 2009年1月 - ウォルト・ディズニー・カンパニーと上海市当局が新たなディズニーリゾート建設プロジェクトに基本合意。
- 2010年11月 - ウォルト・ディズニー・カンパニーと中国政府での間で正式に契約を締結。
- 2011年4月8日 - 着工式典が開催。
- 2016年6月16日 - 上海ディズニーランドやホテル、ディズニータウンなど上海ディズニーリゾート正式開業した。
- 2020年1月24日〜3月8日 - 2019新型コロナウイルスの流行拡大により全施設が長期休業[3][4][5]。
- 2020年3月9日 - 上海ディズニーランドを除いて営業を再開[6]。
- 2020年5月11日 - 上海ディズニーランドが営業を再開[7]。
- 2022年3月21日 - 新型コロナの拡大を受けて上海ディズニーランドは再び休業となった。